# 松本試案
松本試案（まつもとしあん、松本案）とは、松本烝治国務大臣（憲法問題調査委員会委員長）が主体となって作成した大日本帝国憲法の改正私案。先に松本が作成した「憲法改正私案（一月四日稿）」（松本私案）を要綱の形にまとめた文書であるため、「憲法改正要綱」と題されている。

## 沿革
1945年（昭和20年）8月14日、日本政府は連合国に対し、すでにアメリカ合衆国・イギリス・中華民国の三国から提示されていたポツダム宣言の受諾を通告した。1945年（昭和20年）9月2日、日本の降伏文書調印により第二次世界大戦・太平洋戦争（大東亜戦争）は終結し、日本はアメリカ軍を中心とする連合国軍の占領下に置かれた。日本政府はポツダム宣言の受諾にあたり、大日本帝国憲法上の天皇の地位に変更を加えないこと、すなわち「国体護持」を条件にすることを求めたが受け入れられず、結局そのまま受諾していた。また、ポツダム宣言には、「民主主義的傾向の復活強化」（第10項）、「基本的人権の尊重の確立」（同）、「平和的傾向を有する責任ある政府の樹立」（第12項）などが定められていたため、必然的に大日本帝国憲法の抜本的な改正に道を開くこととなった。
同日、アメリカ太平洋陸軍総司令官のダグラス・マッカーサーが連合国軍最高司令官（SCAP）に就任し、ポツダム宣言に基づいて占領管理を遂行する全権が与えられた。さらに、同年10月2日には東京に連合国軍最高司令官総司令部（GHQ/SCAP）が設置され、日本の民主化政策を主導する民政局などが置かれた。
同年10月4日、終戦直後に成立した東久邇宮内閣は、GHQからいわゆる「自由の指令」が出されたことを重要なきっかけとして、組閣から2ヶ月足らずで内閣総辞職を余儀なくされ、幣原内閣に交替した。同じ日の夕刻、マッカーサーは、東久邇宮内閣の無任所大臣であった近衛文麿と会談し、憲法改正の必要性を説いた。これを受けて近衛は、佐々木惣一元京都帝国大学教授とともに、内大臣府御用掛として憲法改正の調査に乗り出した。
一方、同年10月11日、マッカーサーは、新任の内閣総理大臣である幣原喜重郎との会談において、「憲法の自由主義化」について触れた。同年10月13日、日本政府は、内大臣府における近衛らの憲法改正に関する調査作業への反発もあり、政府として正式に憲法に関する調査研究を開始することとし（担当大臣は松本烝治国務大臣）、同年10月25日には松本を委員長とする憲法問題調査委員会（松本委員会）を設置した。
憲法問題調査委員会は、当初、調査研究を主眼とし、憲法改正を目的としないとしていた。しかしやがて、憲法改正の気運が高まってきたとの認識から、改正を視野に入れた調査へと転換し、顧問・各委員が改正私案を作成した。同年12月8日の第89回帝国議会・衆議院予算委員会において、憲法問題調査委員会の活動について質問された松本国務大臣は、私見であると断った上で「天皇が統治権を総攬するという大日本帝国憲法の基本原則は変更しないこと。」「議会の権限を拡大し、その反射として天皇大権に関わる事項をある程度制限すること。」「国務大臣の責任を国政全般に及ぼし、国務大臣は議会に対して責任を負うこと。」「人民の自由および権利の保護を拡大し、十分な救済の方法を講じること。」の四点、いわゆる松本四原則を憲法改正を検討する上での基本方針として挙げた。
1946年（昭和21年）1月には、それまでの議論と松本四原則を踏まえ、松本国務大臣みずからも私案を作成した（「憲法改正私案（一月四日稿）」、松本私案）。この私案は、憲法問題調査委員会の委員であった宮沢俊義東京帝国大学教授が要綱のかたちにまとめ、後に松本自身が修正して「憲法改正要綱」（甲案、松本試案）となった。またこのとき、大幅な憲法改正案も用意すべきであるとの議論から、「憲法改正案」（乙案）もまとめられた。同年2月8日、「憲法改正要綱」とその説明書である「憲法改正案ノ大要ノ説明」等がGHQに提出された。この要綱は、閣議で議論にかけられ、天皇にも上奏したものの、正式な政府案として閣議で了承された文書ではなく、この案に対するGHQの意見を聞いた後に、正式な憲法草案を作成することを予定していた。
この提出に先立つ同年2月1日、毎日新聞が「憲法問題調査委員会試案」なるスクープ記事を掲載した。記事の内容は、実際には委員会がまとめた案ではなく、宮沢俊義委員が試みに作成した「宮沢甲案」にほぼ相当するものであった。この「宮沢甲案」は、各委員が作成した私案の中では比較的リベラルな内容とされていたものの、毎日新聞をはじめとする新聞各紙は社説で「保守的・現状維持的」であるとして委員会の姿勢を批判した。また、GHQも記事の内容と世論の動向を分析検討した結果、日本政府による自主的な憲法改正作業に見切りをつけ、独自の草案作成に踏み切ることとした。なお、この決定の背後には、日本に対して強硬な主張を行うことが予想され、GHQの権限を大幅に制限する極東委員会の活動開始が、同年2月26日に迫っていたこともあった。
同年2月3日、マッカーサーは憲法改正の必須要件（いわゆる「マッカーサー三原則」）をコートニー・ホイットニーGHQ民政局長に示して憲法改正案の作成を指示し、翌日から民政局内で作業が開始された。GHQ民政局が作成した憲法改正草案は同年2月12日に完成し、マッカーサーの承認を得た。この憲法改正草案がいわゆる「マッカーサー草案」（GHQ草案）である。
同年2月13日、先に提出した「憲法改正要綱」に対する回答を聴取するためGHQを訪れた松本国務大臣と吉田茂外務大臣は、ホイットニーから「マッカーサー草案」を手交された。この際、松本らはホイットニーより、日本政府の改正案（「憲法改正要綱」）はGHQにとって承認しがたいこと、提示した草案（「マッカーサー草案」）は米本国・連合国・極東委員会において承認されていること、現在の日本政府の改正案を保持したままでは天皇の地位を保障することが難しいこと、提示した草案の如き改正案の作成を日本政府に命じるものではないが、これと基本原則を一にする改正案を速やかに作成し、その提示を切望することなどが申し渡された。突然の事態に衝撃を受けた松本らは、一旦、提示された草案を持ち帰り、あらためて検討することとした。同年2月18日、松本は「憲法改正案説明補充」をGHQに提出して、再度説明を試みたが、ホイットニーはこれを拒絶し、「マッカーサー草案」の受入れにつき48時間以内の回答を迫った。同年2月19日、松本は「マッカーサー草案」につき閣議に報告。日本政府は、同年2月22日の閣議において「マッカーサー草案」の事実上の受け入れを決定し、同年2月26日の閣議において「マッカーサー草案」に沿った新しい憲法草案を起草することを決定した。なお、「マッカーサー草案」全文の仮訳が閣僚に配布されたのは、同年2月25日の臨時閣議の席であった。
同年2月26日、松本国務大臣は、佐藤達夫内閣法制局第一部長、入江俊郎内閣法制局次長とともに、憲法改正草案の作成を開始した。同年3月2日には憲法改正草案が完成し、同年3月4日午前にGHQへ提出された（「3月2日案」）。GHQでは、まず日本側係官と手分けして英訳を行い、引き続いて、佐藤部長ら日本側とチャールズ・L・ケーディス民政局課長らGHQ側との間で徹夜の逐条審議が開始された。審議済みの案文は、次々に首相官邸に届けられて閣議に付議された。同年3月5日夕刻には司令部での作業はすべて終了し、「3月5日案」が確定した。閣議は、この案に従うことに決し、午後5時頃、幣原首相と松本国務大臣が参内して昭和天皇に奏上した。そして、同年3月6日、日本政府は「3月5日案」を元に要綱化した「憲法改正草案要綱」を勅語や内閣総理大臣の談話とともに発表し、マッカーサーはただちにこれを承認支持するとの声明を発表した。
その後、憲法改正草案はひらがな口語体にあらためられて昭和天皇から枢密院に諮詢され、一部修正の後に可決されて帝国議会に提出された。帝国議会では、衆議院・貴族院においてそれぞれ部分的に修正されて、同年10月7日に可決した。同年10月12日、「修正帝国憲法改正案」は枢密院に諮詢され、10月29日に可決。同日、昭和天皇は憲法改正を裁可した。そして、同年11月3日、「日本国憲法」は公布され、翌1947年（昭和22年）5月3日に施行された。

## 内容
日本政府は、当初大正デモクラシーの状態に戻せば充分だと考えており、天皇主権の原則も崩さず、天皇機関説を徹底させればよいと考えていた。ただ、1946年1月1日の詔書（いわゆる人間宣言）により天皇が「現人神」であることは否定されたものと誤って理解されたので（実際には「人間宣言」では、「天皇の祖先が日本神話の神であること」を否定しておらず、歴代天皇の神格も否定していない。さらに、神話の神や歴代天皇の崇拝のために天皇が行う神聖な儀式を廃止するわけでもなかった）、「天皇は神聖にして侵すべからず」は改めざるを得なかったものの、「天皇は至尊にして侵すべからず」と不可侵性の理由を改めるにとどめた。その他、議会権限の拡大と大権事項の縮小、国務大臣の議会に対する責任の明確化、自由及び権利の保護の拡大と侵害に対する救済措置の整備なども定めていた。

## 松本試案と関連する憲法案

### 近衛案・佐々木案
なお、この松本試案とは別に、近衛文麿・佐々木惣一ら内大臣府が主体となった憲法改正案も存在し、こちらは1945年11月下旬に天皇に内奏されている。しかし、明治憲法上の手続上の疑義が宮沢俊義らにより批判され、既に11月1日に改憲の指令は政府に対して行ったとGHQが声明を発表していたこと、同月に内大臣府が廃止されたこともあり、内大臣府による改憲作業は頓挫し、以後は政府が主導した。

### 宮沢案
毎日新聞により松本試案として誤って報道された、宮沢俊義による憲法案。委員の一人であった宮沢が委員会内部での議論を参考に私的に作成したとされる。